# 庫尤賈克
庫尤賈克（土耳其語：Kuyucak）是土耳其的城鎮，由艾登省負責管轄，位於該國西南部，距離首府艾登58公里，面積497平方公里，海拔高度182米，主要經濟活動是農業，2010年人口7,570。

## 外部連結
- the municipality
- the district governorate （页面存档备份，存于）

37°54′55″N 28°27′33″E / 37.9153°N 28.4592°E